# Marsel İlhan
Marsel İlhan, nato Marsel Khamdamov (Samarcanda, 11 giugno 1987), è un tennista uzbeko naturalizzato turco.
Attivo soprattutto nei circuiti minori, ha vinto 4 titoli in singolare nell'ATP Challenger Tour e diversi altri nell'ITF Men's Circuit. Il suo miglior ranking ATP in singolare è stato l'87º, raggiunto il 17 gennaio 2011. Nel giugno 2007 è diventato il miglior tennista turco nel ranking di singolare.
Ha raggiunto il secondo turno in tutti e quattro i tornei del Grande Slam. Il suo miglior risultato negli altri tornei del circuito maggiore sono stati i quarti di finale ai Dubai Tennis Championships 2015. Ha giocato con la squadra turca di Coppa Davis dal 2007 al 2017, ottenendo 31 vittorie e 7 sconfitte in singolare e 4 vittorie e 7 sconfitte in doppio. Vanta inoltre due medaglie d'argento conquistate ai Giochi del Mediterraneo.

## Carriera
Passa tra i professionisti nel 2006, l'anno successivo sale dalla 1375ª posizione alla 321ª posizione del ranking raggiungendo tre finali nei Futures con due vittorie e una finale persa in un Challenger.

### 2008-2010
Nel 2008 partecipa alle qualificazioni a Wimbledon e agli US Open ma non riesce ad accedere al tabellone principale. Il 6 luglio dello stesso anno vince il suo primo titolo Futures in doppio e la settimana successiva vince il suo primo titolo Challenger a Ramat HaSharon; sconfigge in due set nella finale Ivo Klec e diventa il primo tennista turco a conquistare un titolo Challenger. Nel corso della stagione vince inoltre tre delle sei finali che raggiunge in singolare nei Futures.

Nel luglio 2009 viene sconfitto da Roberto Bautista Agut in finale ai Giochi del Mediterraneo. Agli US Open 2009 passa dalle qualificazioni e, dopo aver battuto in cinque set Christophe Rochus, viene eliminato al secondo turno da John Isner. Con questo risultato diventa il primo tennista turco ad aver raggiunto il secondo turno in un torneo del Grande Slam.

Nel 2010 arriva al secondo turno sia agli Australian Open che a Wimbledon venendo eliminato rispettivamente da Fernando González e Victor Hănescu. Raggiunge il secondo turno anche al suo esordio in un Masters 1000 al Miami Open, dove sconfigge al primo turno il nº 46 ATP Pablo Cuevas e viene eliminato da Juan Mónaco. In settembre raggiunge due finali Challenger consecutive, vince a Banja Luka sconfiggendo Pere Riba e perde quella di Smirne contro Somdev Devvarman, il 27 settembre sale alla 96ª posizione del ranking, primo turco a entrare nella top 100, e in novembre raggiunge la 89ª.

### 2011-2013
Nel 2011 prende parte agli Australian Open e viene sconfitto al primo turno da Michail Južnyj; in marzo raggiunge di nuovo il secondo turno al Miami Open. Al Roland Garros elimina Tommy Haas al primo turno per poi arrendersi solo al quinto set sul 13-11 a Guillermo García López. Nell'arco della stagione raggiunge il secondo turno in altri tornei del circuito maggiore, in particolare agli US Open, dove viene eliminato da Fernando Verdasco. Disputa inoltre le finali nei Challenger di Scheveningen, dove cede in tre set a Steve Darcis, e a Smirne, sconfitto in due set da Lukáš Lacko che aveva eliminato alle qualificazioni degli US Open. Dopo essere stato l'87º del ranking in gennaio, nel prosieguo della stagione si mantiene a ridosso della top 100.
Nel 2012 non conferma i buoni risultati dell'anno precedente. Fallisce le qualificazioni a tutti gli Slam, ai Masters 1000 di Indian Wells e Miami, ai 500 di Dubai e Pechino. Disputa quindi solo alcuni incontri di tornei 250, senza comunque riuscire a superare mai il primo turno. Nella parte finale dell'anno, visto il peggioramento in classifica e l'uscita dalle prime duecento posizioni del ranking, disputa alcuni Challenger e in autunno vince due tornei Futures in Turchia.
Nell'arco del 2013 non riesce invece a superare le qualificazioni nei tornei del circuito maggiore. Si aggiudica cinque Futures turchi (uno anche in doppio). In giugno si aggiudica per la seconda volta la medaglia d'argento ai Giochi del Mediterraneo, battuto in finale in tre set da Blaž Rola. Un mese più tardi raggiunge la finale nel Challenger turco di Eskiseir e viene sconfitto da David Goffin. Chiude l'anno al 185º posto della classifica ATP.

### 2014
La prima parte del 2014 è contraddistinta da alcuni segnali di miglioramento: a febbraio supera le qualificazioni a Montpellier, dove viene eliminato da Denis Istomin al primo turno; a marzo vince il Challenger di Kazan', tornando al successo in un torneo di categoria a quasi quattro anni dall'ultimo successo; ad aprile accede al tabellone di Barcellona (perdendo al primo turno con de Schepper).
A maggio ottiene prima la qualificazione al Queen's e poi a Wimbledon, tornando così a disputare un incontro di uno Slam dopo la partecipazione agli US Open del 2011. Al primo turno cede in quattro set contro Denis Kudla. In luglio supera le qualificazioni anche ad Amburgo, e anche in questo caso perde al primo turno. Nello stesso mese raggiunge la finale al Challenger di Astana, dove viene battuto da Berankis in tre set. Nella parte finale della stagione raccoglie altri buoni risultati nei Challenger, in novembre viene sconfitto in finale da Pierre-Hugues Herbert in quello di Mouilleron-le-Captif e con questo risultato torna nella top 100, da cui era uscito nel settembre 2011.

### 2015
A inizio stagione è impegnato nel circuito maggiore e non ottiene risultati di rilievo fino alla fine di febbraio, quando raggiunge i quarti di finale a Dubai, suo miglior risultato nei tornei ATP; elimina nell'ordine Alexander Zverev e il nº 13 ATP Feliciano Lopez prima della sconfitta con il nº 1 del mondo Novak Đoković, che gli concede due soli giochi. Con questo risultato sale al 77º posto mondiale, che rimarrà il suo miglior ranking in carriera. In aprile disputa la finale al Challenger di Mersin e viene sconfitto da Kimmer Coppejans. A distanza di quattro anni torna a disputare il secondo turno in un Masters 1000 agli Internazionali d'Italia, e viene eliminato da Rafael Nadal dopo la netta vittoria sul nº 29 ATP Adrian Mannarino. Subisce altre quattro sconfitte consecutive e torna a vincere un incontro a Wimbledon, dove esce di scena al secondo turno. Accede al secondo turno degli US Open per il ritiro di Radek Štěpánek e viene sconfitto da Benoit Paire. Negli ultimi tornei stagionali non ottiene grandi risultati e in novembre esce dalla top 100.

## Statistiche

### Tornei minori

#### Singolare

##### Vittorie (23)
| Legenda        |
| Challenger (4) |
| Futures (19)   |

| N. | Data              | Torneo                            | Superficie     | Avversario in finale | Punteggio   |
| 1. | 13 luglio 2008    | Israel Open, Ramat HaSharon       | Cemento        | Ivo Klec             | 6–4, 6–4    |
| 2. | 19 settembre 2010 | Banja Luka Challenger, Banja Luka | Terra rossa    | Pere Riba            | 6–0, 7–6(4) |
| 3. | 16 marzo 2014     | Kazan Kremlin Cup, Kazan'         | Cemento indoor | Michael Berrer       | 7–6(6), 6–3 |
| 4. | 25 settembre 2016 | Izmir Cup, Smirne                 | Cemento        | Cem İlkel            | 6–2, 6–4    |

##### Sconfitte (19)
| Legenda         |
| Challenger (10) |
| Futures (9)     |

| N.  | Data              | Torneo                                                   | Superficie  | Avversario in finale  | Punteggio     |
| 1.  | 26 agosto 2007    | Karshi Challenger, Karshi                                | Cemento     | Denis Istomin         | 1–6, 4–6      |
| 2.  | 17 maggio 2009    | Izmir Cup, Smirne                                        | Cemento     | Andrea Stoppini       | 6–7, 2–6      |
| 3.  | 26 settembre 2010 | Izmir Cup, Smirne                                        | Cemento     | Somdev Devvarman      | 4–6, 3–6      |
| 4.  | 10 luglio 2011    | The Hague Open, Scheveningen                             | Terra rossa | Steve Darcis          | 3–6, 6–4, 2–6 |
| 5.  | 25 settembre 2011 | Izmir Cup, Smirne                                        | Cemento     | Lukáš Lacko           | 4–6, 3–6      |
| 6.  | 29 luglio 2012    | President's Cup, Astana                                  | Cemento     | Evgenij Donskoj       | 3–6, 4–6      |
| 7.  | 21 luglio 2013    | Eskişehir Cup, Eskişehir                                 | Cemento     | David Goffin          | 4–6, 7–5, 2–6 |
| 8.  | 27 luglio 2014    | President's Cup, Astana                                  | Cemento     | Ričardas Berankis     | 5–7, 7–5, 3–6 |
| 9.  | 9 novembre 2014   | Internationaux de Tennis de Vendée, Mouilleron-le-Captif | Cemento     | Pierre-Hugues Herbert | 2–6, 3–6      |
| 10. | 19 aprile 2015    | Mersin Cup, Mersin                                       | Terra rossa | Kimmer Coppejans      | 2-6, 2-6      |